# Daniel Becke

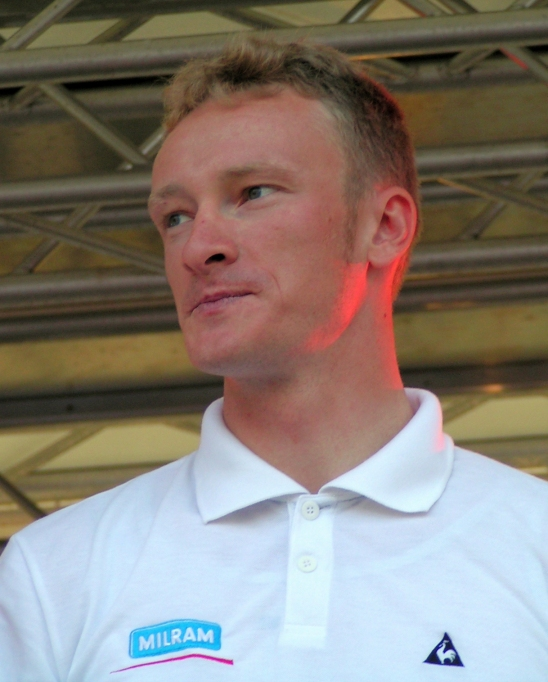
Daniel Becke bei der Deutschland Tour 2006 in Düsseldorf

Daniel Becke (* 12. März 1978 in Erfurt) ist ein ehemaliger deutscher Radrennfahrer, der im Bahnradsport Olympiasieger, zweifacher Weltmeister sowie Weltrekordler und im Straßenradsport mehrfacher Tour-de-France-Teilnehmer war.

## Karriere
Daniel Becke begann mit dem Radrennsport 1989 beim RSC Turbine Erfurt, der aus dem SC Turbine Erfurt hervorgegangen war. Er entwickelte sich zunächst zu einem erfolgreichen Bahnradsportler, der mehrfach Deutscher Meister wurde, Weltcuprennen gewann, bei den Bahnweltmeisterschaften 1999 und Bahnweltmeisterschaften 2000 jeweils mit der deutschen Nationalmannschaft den Titel in der Mannschaftsverfolgung gewann und in derselben Disziplin 2000 Olympiasieger wurde. Bei den Olympischen Spielen stellte die deutsche Mannschaft auch in 3:59,710 Minuten einen neuen Weltrekord auf. Für den Gewinn der Goldmedaille bei den Olympischen Sommerspielen 2000 wurde er mit dem Silbernen Lorbeerblatt ausgezeichnet.
Nach seinem Olympiasieg konzentrierte sich Becke auf den Straßenradsport und schloss sich 2001 dem Team Coast an. Er nahm an der Tour de France 2003 als Helfer des späteren Zweiten Jan Ullrich teil und beendete das Rennen als 145. 2004 wechselte er zur spanischen Illes Balears-Mannschaft und bestritt für diese zwei weitere Male die Tour: 2004 musste er die Tour vorzeitig beenden. 2005 raste er auf der neunten Etappe mit 57 km/h in eine Felswand, nachdem er sich vor einer Kehre verschätzt hatte. Er konnte die Tour trotzdem auf Platz 152 beenden.
2007 forderte Becke in einer Petition an den Deutschen Bundestag ein Anti-Doping-Gesetz, da er sich durch die Manipulationen der Konkurrenz in seinen Grundrechten auf Handlungs- und Berufsfreiheit verletzt fühlte.
Im September 2008 beendete Daniel Becke seine Laufbahn als aktiver Radrennfahrer.

## Erfolge

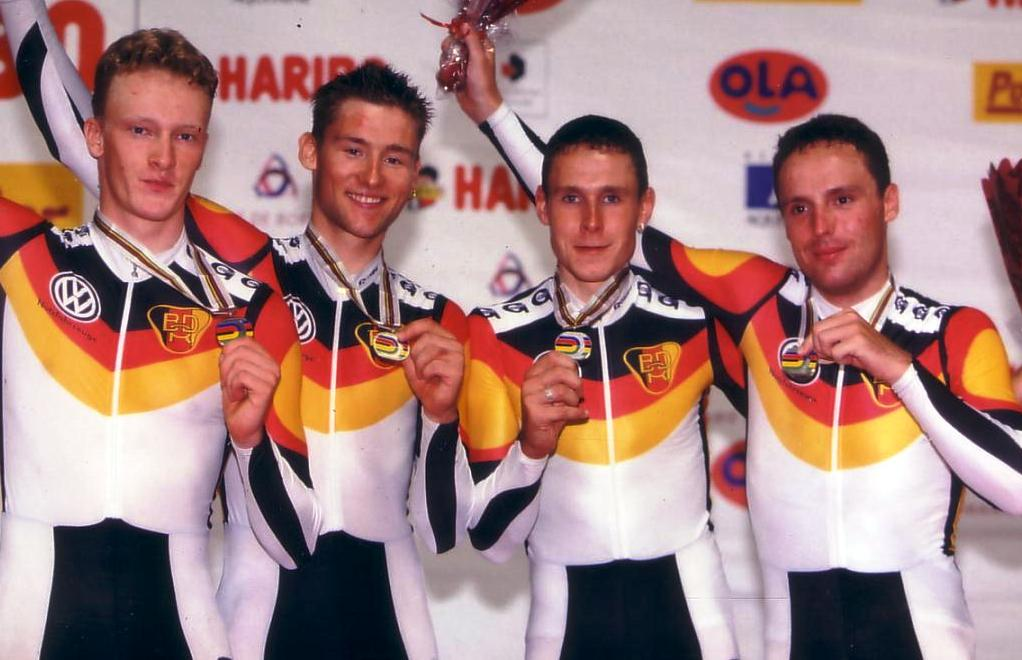
Becke (l.) als Vize-Weltmeister 1998 in der Mannschaftsverfolgung, mit Christian Lademann, Robert Bartko und Guido Fulst (v. l. n. r.)

### Bahn
1994–1996
- zahlreiche deutsche und internationale Jugend- und Juniorenmeistertitel

1997
- Militärweltmeister – Einerverfolgung

1998
- Bahnweltmeisterschaften – Mannschaftsverfolgung
- Deutscher Meister – Mannschaftsverfolgung

1999
- Bahnweltmeisterschaften – Mannschaftsverfolgung
- Gesamtweltcup – Mannschaftsverfolgung
- Deutscher Meister – Mannschaftsverfolgung

2000
- Olympische Spiele – Mannschaftsverfolgung
- Bahnweltmeisterschaften – Mannschaftsverfolgung
- Weltrekordhalter – Mannschaftsverfolgung

2003
- Deutscher Meister – Einerverfolgung

### Straße
1996
- Deutscher Juniorenmeister – Einzelzeitfahren

## Grand-Tour-Platzierungen
| Grand Tour            | 2002 | 2003 | 2004 | 2005 | 2006 |
| --------------------- | ---- | ---- | ---- | ---- | ---- |
| Giro d’ItaliaGiro     | –    | –    | –    | –    | –    |
| Tour de FranceTour    | –    | 145  | DNF  | 152  | –    |
| Vuelta a EspañaVuelta | 124  | –    | –    | –    | DNF  |

## Teams
- 1997–2000 TEAG-Köstritzer
- 2001–2003 Team Coast / Team Bianchi
- 2004–2005 Illes Balears-Banesto
- 2006 Team Milram
- 2007–2008 Thüringer Energie Team